# 일본 제국 해군의 함대 목록
다음은 1868년부터 1945년까지 있었던 일본 제국 해군의 함대 목록이다.

## 명칭
- 북벌함대
1869년 3월 9일 ~ 1870년 7월 27일, 소함대로 개명됨.
- 소함대
1870년 7월 28일 ~ 1972년 5월 17일, 중함대로 개명됨.
- 중함대 (中)
1872년 5월 18일 ~ 1875년 10월 25일, 동, 서부함대로 분리됨.
1876년 9월 5일 ~ 1885년 12월 28일, 상비소함대로 개명됨.
- 동부함대
1875년 10월 28일 ~ 1876년 9월 4일, 중함대로 병합됨.
- 서부함대
1875년 10월 28일 ~ 1876년 9월 4일, 중함대로 병합됨.
- 상비소함대
1885년 12월 25일 ~ 18895년 7월 29일, 상설함대로 개명됨.
- 상비함대
1889년 7월 29일 ~ 1903년 12월 28일, 제1, 2함대로 분리됨.
- 경비함대
1894년 7월 13일 ~ 1894년 7월 19일, 서해함대로 개명됨.
- 연합함대
1894년 7월 18일 ~ 1895년 11월 15일
1903년 12월 28일 ~ 1905년 12월 20일
1922년 12월 1일 ~ 1945년 10월 10일
- 서해함대
1884년 7월 19일 ~ 1895년 11월 15일, 폐지됨.
- 접양함대
1908년 10월 6일 ~ 1908년 10월 25일,
- 원영함대
1911년 4월 1일 ~ 11월 12일
- 특무함대
1905년 1월 12일, 특무대 ~ 11월 4일, 상선함단으로 재편성됨.
- 연습함대, 매해 순항연습 때만 임시 편성됨
1905년 12월 20일 ~ 1940년 9월 20일,

## 서수
- 제1함대 (1F); 1903년 12월 28일 ~ 1944년 2월 25일
- 제2함대 (2F); 1903년 12월 28일 ~ 1941년 4월 20일
- 제3함대 (3F)
1903년 12월 28일 ~ 1905년 12월 20일, 폐지됨.
1908년 12월 24일 ~ 1915년 12월 24일, 폐지됨.
1915년 12월 25일 ~ 1922년 12월 1일, 폐지됨.
1932년 2월 2일 ~ 1939년 11월 15일, 제1견지함대로 재편성됨.
1941년 4월 10일 ~ 1942년 3월 10일, 제2견외함대
1942년 7월 14일 ~ 1944년 12월 15일, 폐지됨.
- 제4함대 (4F)
1905년 6월 14일 ~ 1905년 12월 20일
1937년 10월 20일 ~ 1939년 11월 15일, 제3견지함대로 재편성됨.
1939년 11월 15일 ~ 1945년 9월 15일, 폐지됨.
- 제5함대 (5F)
1938년 2월 1일 ~ 1939년 11월 15일, 제2견지함대로 재편성됨.
1941년 7월 25일 ~ 1945년 2월 5일, 폐지됨.
- 제6함대 (6F); 1940년 11월 15일 ~ 1945년 9월 2일, 폐지됨.
- 제7함대 (7F); 1945년 4월 15일 ~ 9월 15일, 폐지됨.
- 제8함대 (8F); 1942년 7월 17일 ~ 1945년 9월 3일, 폐지됨.
- 제9함대 (9F); 1943년 11월 15일 ~ 1944년 7월 10일, 폐지됨.
- 제10방면함대; 1945년 2월 5일 ~ 9월 12일, 폐지됨.
- 제1기동함대; 1944년 3월 1일 ~ 11월 15일, 폐지됨.
- 제1특무함대; 1917년 2월 7일 ~ 1919년 12월 1일, 폐지됨.
- 제2특무함대; 1917년 2월 10일 ~ 1919년 7월 2일, 폐지됨.
- 제3특무함대; 1917년 4월 17일 ~ 12월 12일, 폐지됨.
- 제1항공함대 (1AF)
항공모함부대: 1941년 4월 10일 ~ 1942년 7월 14일, 제3함대로 재편성됨.
지상항공부대: 1943년 7월 1일 ~ 1945년 6월 15일, 폐지됨.
- 제2항공함대 (2AF); 1944년 6월 15일 ~ 1945년 1월 8일, 폐지됨.
- 제3항공함대 (3AF); 1944년 7월 10일 ~ 1945년 10월 15일, 폐지됨.
- 제5항공함대 (5AF); 1945년 1월 10일 ~ 10월 10일, 폐지됨.
- 제10항공함대 (10AF); 1945년 3월 1일 ~ 10월 10일, 폐지됨.
- 제11항공함대 (11AF); 1941년 1월 15일 ~ 1945년 9월 6일, 폐지됨.
- 제12항공함대 (12AF); 1943년 5월 18일 ~ 1945년 11월 30일, 폐지됨.
- 제13항공함대 (14AF); 1943년 9월 20일 ~ 1945년 9월 12일, 폐지됨.
- 제14항공함대 (15AF); 1944년 3월 4일 ~ 7월 18일, 폐지됨.

## 지역별

### 청나라/중국
- 남청함대 (南清); 1905년 12월 20일 ~ 1908년 12월 24일, 제3함대로 재편성됨.
- 견지함대 (遣支); 1918년 2월, 제7전대에서 재편성됨. ~ 8월 10일, 제1견외함대로 개명됨.
- 제1견외함대 (遣外); 1919년 8월 9일 ~ 1933년 5월 20일, 제11전대로 재편성됨.
- 제2견외함대 (遣外); 1918년 6월 13일 ~ 1933년 5월, 제10전대로 재편성됨.
- 지나방면함대 (CSF); 1937년 10월 20일 ~ 1945년 9월 10일, 중국전구 일본 해군 총연락부로 개명 ~ 1946년 7월 4일, 폐지
  - 제1견지함대 (1CF); 1932년 2월 2일, 제3함대 → 1939년 11월 15일 ~ 1943년 8월 20일
  - 제2견지함대 (2CF); 1938년 2월 1일, 제5함대 → 1939년 11월 15일 ~ 1943년 8월 20일
  - 제3견지함대 (3CF); 1937년 10월 20일, 제4함대 → 1939년 11월 15일 ~ 1942년 4월 10일

### 태평양/동남아시아
- 북동방면함대; 1943년 8월 5일 ~ 1944년 12월 5일
- 중부태평양방면함대; 1944년 3월 4일 ~ 7월 9일
- 남견함대; 1941년 7월 31일 ~ 1942년 1월 3일 제1남견함대로 개명됨.
- 남동방면함대; 1942년 12월 24일 ~ 1945년 9월 6일
- 남서방면함대 (GKF); 1942년 4월 10일 ~ 1945년 9월 15일
  - 제1남견함대 (1KF); 1942년 1월 3일 ~ 종전
  - 제2남견함대 (2KF); 1942년 3월 10일 ~ 종전
  - 제3남견함대 (3KF); 1942년 1월 3일 ~ 종전
  - 제4남견함대 (4KF); 1943년 11월 30일 ~ 1945년 3월 10일